# Кшиштоф Варліковський
Кшиштоф Варліковський (пол. Krzysztof Warlikowski, * 26 травня 1962) — польський театральний режисер.

## Біографія
Вивчав історію, філософію та романську філологію на Ягеллонському університеті в Кракові, історію грецького театру в École Pratique Des Hautes Études на Сорбонні. Диплом режисера здобув у Вищій театральній школі в Кракові.
Є режисером в Польщі та за її межами; в його постановці вийшло більш ніж 30 спектаклів, в тому числі 11 постановок драм Шекспіра. З 1999 року співпрацює з Театром Розмаїття у Варшаві (нині ТР Варшава). В 2000 році дебютує як оперний режисер, поставививши в Великому Театрі Варшави прем'єру опери Роксани Пануфнік The Music Programm. Співпрацював з Пітером Бруком, Інгмаром Бергманом, Джорджо Стрелерою, і Кристіаном Люпою.
З 2008 року — артдиректор Нового Театру (Teatr Nowy) у Варшаві.

## Найважливіші постановки
- Маркіза О. за Генріхом фон Кляйстом — Старий Театр ім. Гелени Моджеєвської у Кракові (1993)
- Венеційський купець за Шекспіром — Театр ім. В.Гожиці в Торуні (1994)
- Процес за Францом Кафкою — School of Drama Beit Zvi в Тель-Авіві (1995)
- Електра Софокла — Драматичний театр у Варшаві (1997)
- Зимова казка Шекспіра — Новий театр у Познані (1997)
- Танцівник адвоката Крайковського за Вітольдом Ґомбровичем — Загальний театр в Радомі (1997)
- Гамлет Шекспіра — School of Drama Beit Zvi в Тель-Авіві (1997)
- Приборкання норовливої Шекспіра — Драматичний театр у Варшаві (1998)
- Перикл Шекспіра Piccolo Teatro в Мілані (1998)
- Фенікіянки Еврідипа — Municipal Theater w Beer Szewa (1998)
- Вечір Трьох Царів Шекспіра — Staatstheater в Штуттгарті (1999)
- Гамлет Шекспіра — Театр Розмаїття в Варшаві (1999)
- Буря Шекспіра — Staatstheater в Штуттгарті (2000)
- Вакханки Еврипіда — Театр Розмаїття в Варшаві (2001)
- Очищені Сари Кейн — Театр Розмаїття в Варшаві у копродукції з Сучасним театром у Вроцлаві (2001)
- У пошуках втраченого часу за Марселем Прустом — Schauspiel в Бонні (2002)
- Буря Шекспіра — Театр Розмаїття в Варшаві (2003)
- Сон літньої ночі Шекспіра — Théâtre National в Ніцці (2003)
- Дибук за Семеном Ан-ським та Ганною Краль — Театр Розмаїття в Варшаві у копродукції в Сучасним театром у Вроцлаві (2003)
- Speaking in Tongues Ендрю Бовелла — Tonnel Groep в Амстердамі (2004)
- Макбет Шекспіра — Staatstheater в Ганновері (2004)
- Крум Ганоха Левіна — Театр Розмаїття в Варшаві у копродукції зі Старим театром у Кракові (2005)
- Пані Сад Юніко Місіми — Tonnel Groep в Амстердамі (2006)
- Ангели в Америці Тоні Кушнера — Театр Розмаїття в Варшаві (2007)
- (А)Полонія за Еврипідом, Есхілом, Кафкою, Ганною Кралль, Джонатаном Літтеллом, Дж. М. Кутзеє — Новий театр у Варшаві (2009)
- Трамвай Бажання за Теннесі Вільямсом — Odéon-Théâtre de l'Europe в Парижі (2010)
- Кінець за Кольтесом, Кафкою, Кутзеє — Новий театр у Варшаві (2011)
- Африканські казки за текстами Шекспіра, Кутзеє та Літтелла — Новий театр у Варшаві (2011)

## Нагороди
- 1997 — Почесний Золотий Йорік — премія конкурсу Theatrum Gedanense за інсценізацію твору Шекспіра Зимова казка
- 2003 — Нагорода часопису Polityka Paszport Polityki
- 2003 — премія конкурсу Theatrum Gedanense за найкращу виставу шекспірівського сезону 2002/2003 за твір Шекспіра Буря
- 2003 — Премія Французького союзу театральних критиків за виставу за п'єсою Сари Кейн Очищені — найкращу інншомовну виставу 2002/2003 у Франції
- 2003 — Лавр Конрада на 6 Загальнопольському фестивалі режисерського мистецтва «Interpretacje»
- 2004 — Диплом Міністра закордонних справ Польщі за видатні заслуги у промоції Польщі у світі в 2003 році
- 2004 — Орден Кавалера Культури (Франція)
- 2007 — Премія імені Конрада Свинарського, що присуджується редакцією щомісячника «Teatr», за найкращу режисуру сезону 2006/2007 (вистава Ангели в Америці за п'єсою Тоні Кушнера в Театрі Розмаїття)
- 2011 — Срібна медаль Заслуженого для культури Gloria Artis (надається Міністром культури та духовної спадщини Польщі)